# Ventojassa zebra
Ventojassa zebra is een vlokreeftensoort uit de familie van de Ischyroceridae. De wetenschappelijke naam van de soort is voor het eerst geldig gepubliceerd in 1996 door Vader & Myers.